# Ialtușkiv, Bar
Ialtușkiv (în ucraineană Ялтушків) este localitatea de reședință a comunei Ialtușkiv din raionul Bar, regiunea Vinnița, Ucraina.

## Demografie
Componența lingvistică a localității Ialtușkiv
     Ucraineană (97,3%)
     Rusă (2,59%)
     Alte limbi (0,05%)
Conform recensământului din 2001, majoritatea populației localității Ialtușkiv era vorbitoare de ucraineană (97,3%), existând în minoritate și vorbitori de rusă (2,59%).